# قارمينات
القارمينات (الاسم العلمي: Sarcoptoidea) هي فوق فصيلة من القراديات تتبع رتيبة القارشاويات من رتبة الحمكيات.

## فصائل
- قارمية

## أجناس
- الظهريرة